# Российская государственная библиотека для молодёжи
Российская госуда́рственная библиоте́ка для молодёжи (сокр. РГБМ) — федеральное государственное бюджетное учреждение культуры, специализированная библиотека, обслуживающая молодёжь в возрасте 14-30 лет, а также физические и юридические лица, профессионально занимающиеся проблемами молодёжи. Является научным, информационно-консалтинговым центром для публичных библиотек страны по работе с молодыми пользователями.

## История

### ГРЮБ (1966—1996): Государственная республиканская юношеская библиотека
С 1939 года в здании Исторического музея на Красной площади работал юношеский филиал Государственной публичной исторической библиотеки (ныне — Государственная публичная историческая библиотека России).
11 октября 1966 года по инициативе Министерства культуры РСФСР и ЦК ВЛКСМ на базе этого филиала была создана первая в стране специализированная библиотека республиканского значения для читателей юношеского возраста — от 14 лет до 21 года. Новая библиотека расположилась на первом этаже 9-этажного жилого дома напротив станции метро «Преображенская площадь». Возглавила библиотеку Ирина Викторовна Бахмутская.

#### Деятельность

##### 1960-е годы
Идея, на основе которой базировалась необходимость такой специализированной библиотеки: юношество — особая возрастная категория, обладающая специфическими социальными и психологическими особенностями; именно в этот период перед молодыми людьми встают жизненно важные проблемы образования, профессионального выбора, формирования гражданской позиции, нравственных, эстетических, художественных принципов. Литература, рассчитанная на опыт зрелого и более консервативного поколения, не находит отклика у молодых людей, ещё не получивших сходного опыта. В 60-70-е годы в ГРЮБ создаются отделы, аналогов которым не было в тогдашней системе массового библиотечного обслуживания. Это:
- отдел социологических исследований;
- отдел профессиональной ориентации;
- информационно-библиографический отдел по проблемам молодёжи;
- нотно-музыкальный отдел (впоследствии — отдел искусств);
- отдел аудиовизуальных материалов с лингафонным кабинетом;
- отдел массовой работы[3].

С другой стороны, на первый план выдвигалась деятельность библиотеки как идеологического, воспитательного института. В соответствии с реалиями времени в библиотеке были созданы:
- отдел по пропаганде марксистско-ленинского мировоззрения (позднее — отдел по пропаганде ленинского наследия);
- Ленинский читальный зал;
- отдел военно-патриотического воспитания;
- отдел эстетического воспитания.

ГРЮБ была методической базой ЦК ВЛКСМ, ВЦСПС, МВД и с момента создания активно взаимодействала с этими организациями, а также с системой библиотек Министерства просвещения и профтехобразования, организуя с ними совместные акции, конференции, совещания, круглые столы. В стенах библиотеки часто проходили выездные заседания пленумов ЦК ВЛКСМ.

##### 1970-е годы
В 1970-е годы благодаря усилиям И. В. Бахмутской и её единомышленников в стране создаётся сеть республиканских, областных, краевых, юношеских библиотек. ГРЮБ становится всесоюзным методическим центром по вопросам библиотечно-библиографического обслуживания молодёжи. Ни одна значимая акция, связанная с молодёжью, не проходила без участия ГРЮБ. Библиотека оказывала конкретную методическую и практическую помощь библиотекарям в регионах, помогала комплектовать литературой библиотеки в поселках молодых строителей Всесоюзных ударных комсомольских строек.
В 1974 году в структуре ГРЮБ был создан Центральный библиотечный фонд (ЦБФ) с целью оказания помощи массовым библиотекам страны (прежде всего библиотекам, вновь создаваемым или пострадавшим от стихийных бедствий) в комплектовании фондов. Тысячи посылок с книгами из ЦБФ отправлялись во все уголки страны, в том числе в посёлки молодых строителей Байкало-Амурской железнодорожной магистрали (БАМ), уникальной «стройки века», как её называли тогда. Протяжённость ветки составляла почти 3200 км. По ней курсировал агитпоезд ЦК ВЛКСМ «Комсомольская правда», в одном из вагонов которого была оборудована библиотека — своего рода филиал ГРЮБ. Заведовала ею сотрудница ГРЮБ Зоя Панова, приехавшая на БАМ по комсомольской путёвке. Во время остановок поезда прямо в вагоне можно было читать книги, журналы и газеты, слушать пластинки и радио, заказывать новую литературу.
Одной из ярких акций того времени был сбор книг для молодых строителей, объявленный ГРЮБ и газетой «Комсомольская правда». Акция носила название «Алый парус». В адрес библиотеки ежедневно со всей страны приходили сотни посылок с книгами. Молодые сотрудники ГРЮБ проделывали гигантскую работу по приёму посылок на почте и отбору литературы для формирования фондов в соответствии с потребностями библиотек для строителей.

Из фотоархива ГРЮБ
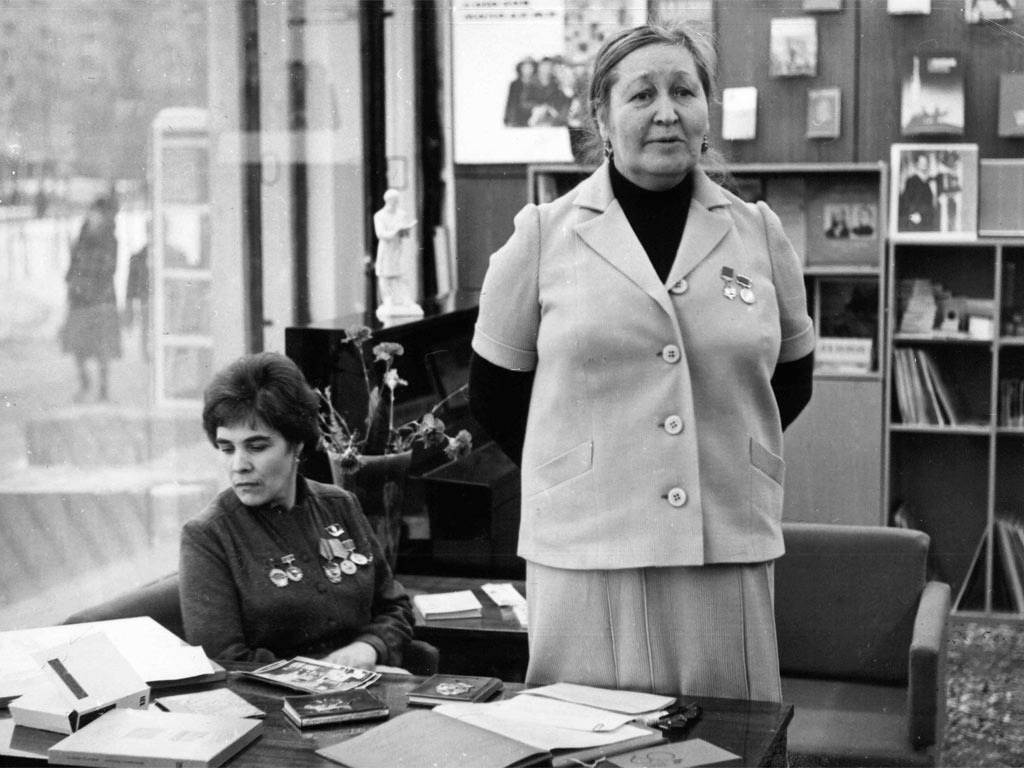
И.В. Бахмутская
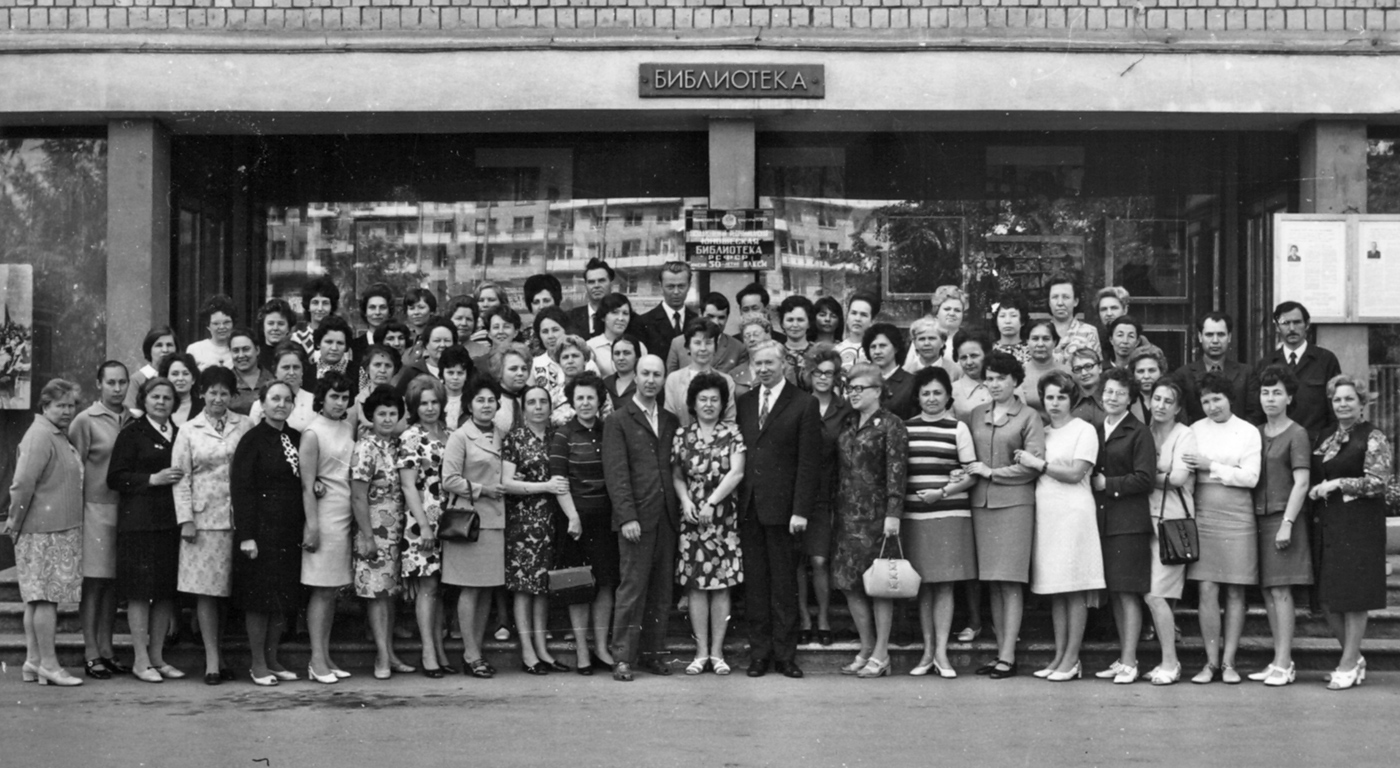
Первые сотрудники ГРЮБ. Конец 60-х годов
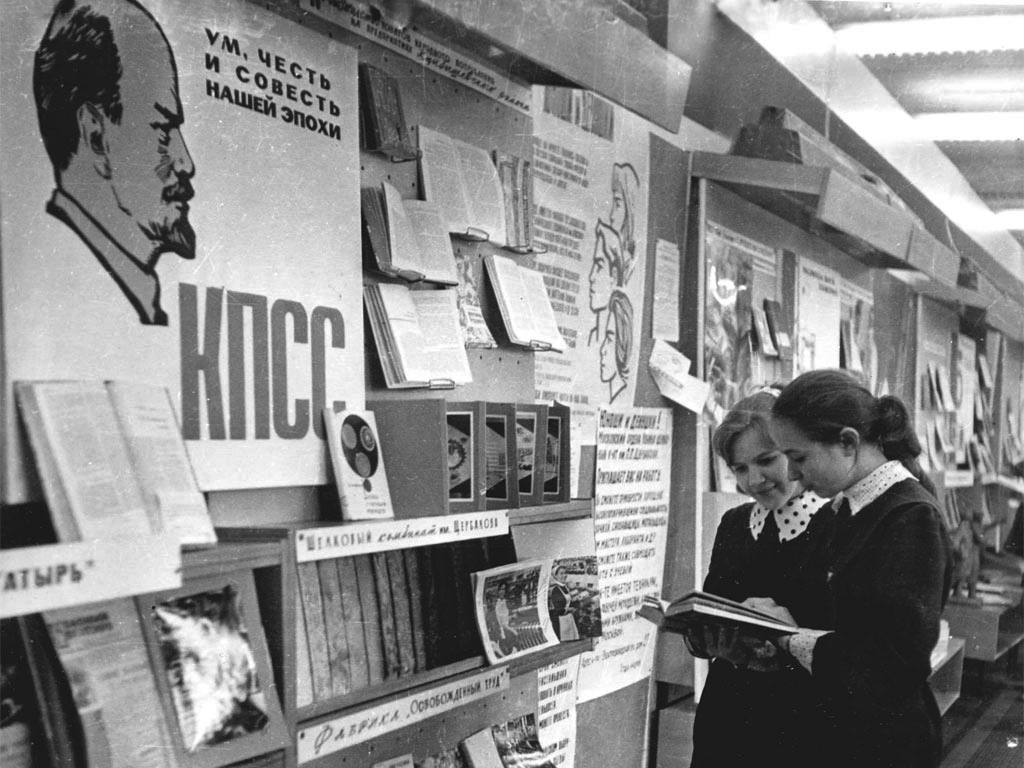
ГРЮБ: книжные выставки 70-х годов
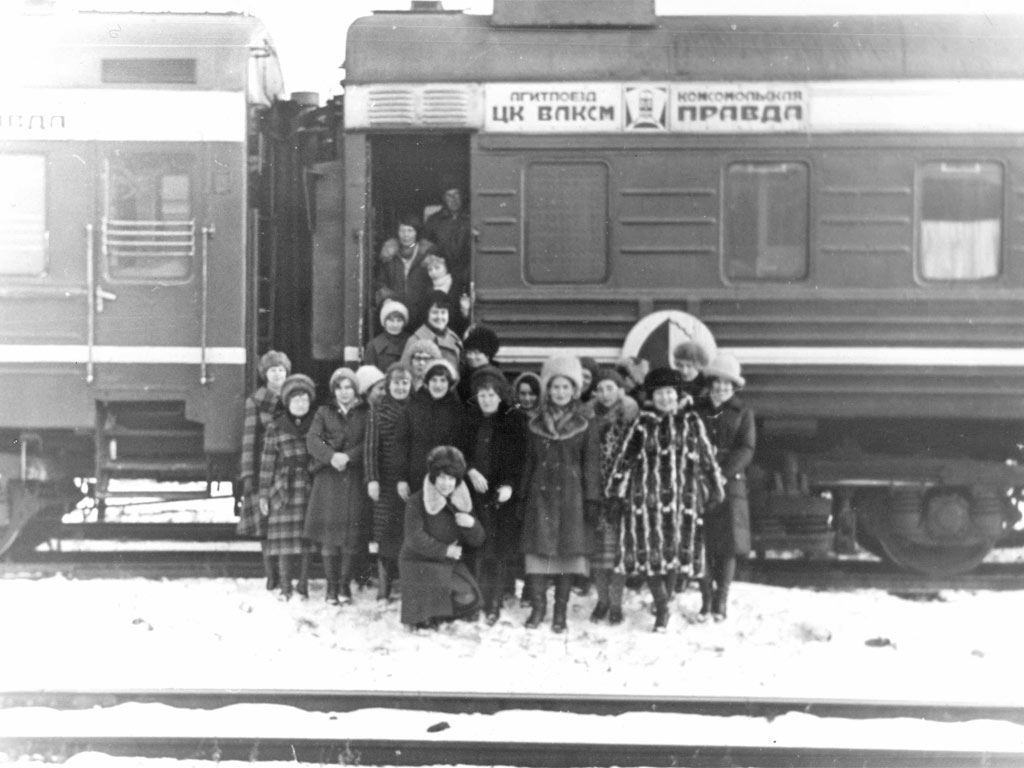
Агитпоезд ЦК ВЛКСМ «Комсомольская правда»
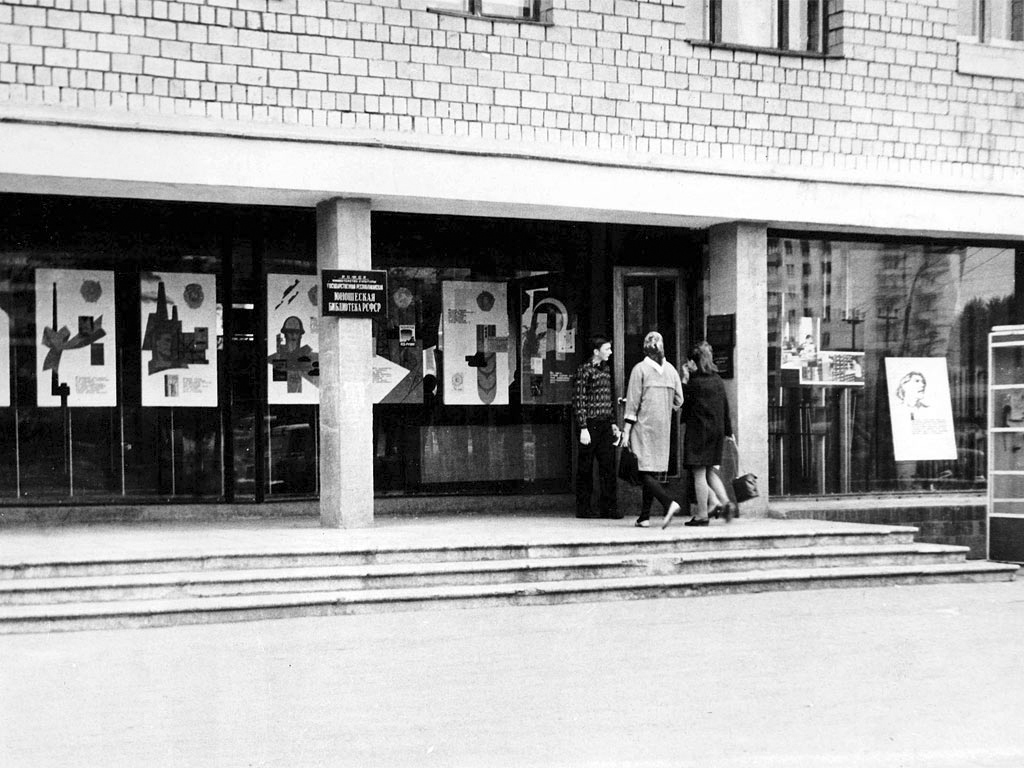
Главный вход в библиотеку в конце 60-х годов
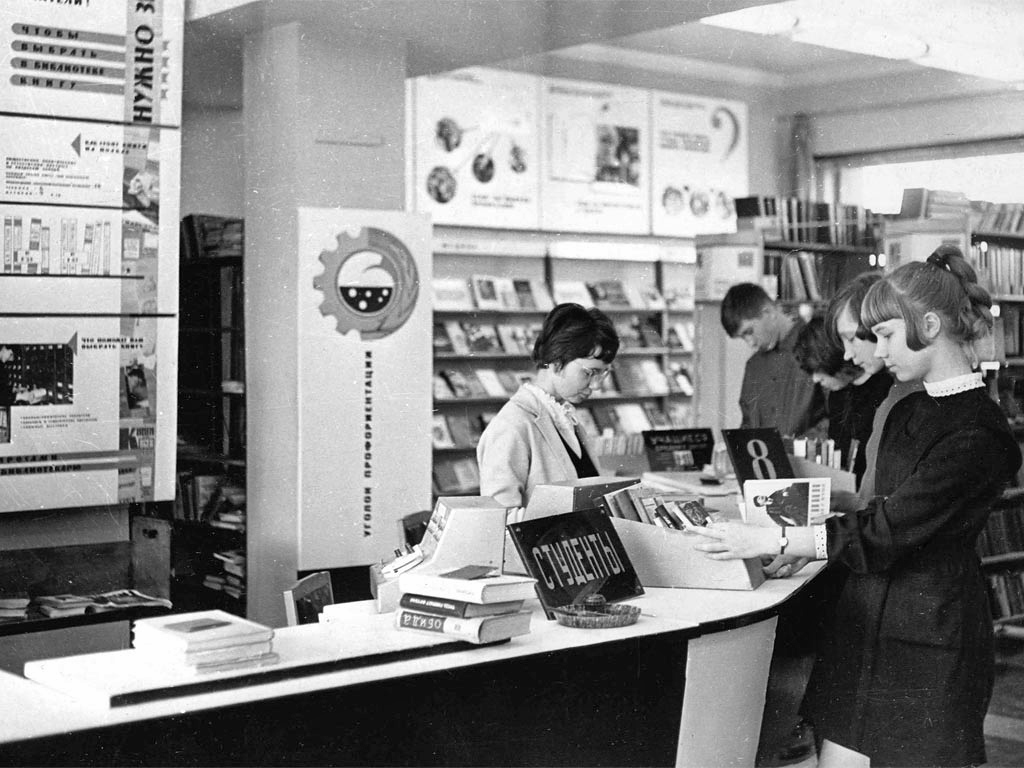
Студенты-посетители, конец 70-х годов
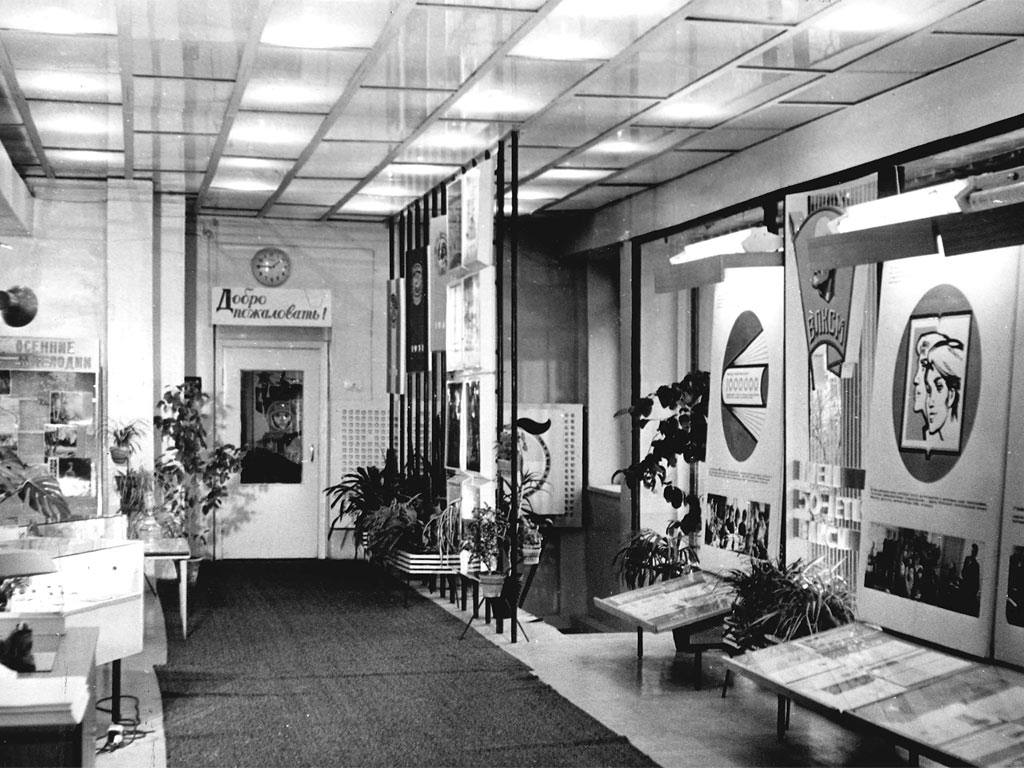
Интерьер фойе библиотеки в начале 80-х годов
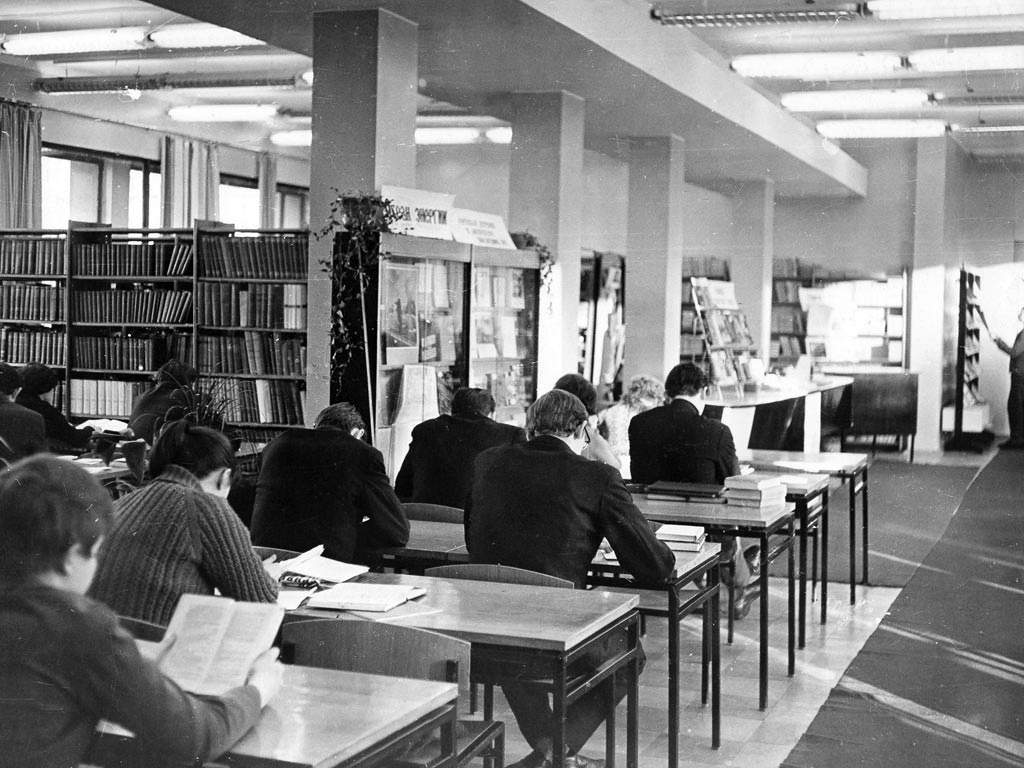
Читальный зал ГРЮБ в начале 80-х годов

В тот же период идёт наработка опыта по созданию собственной научно-исследовательской, аналитической базы. Отдел социологии ГРЮБ провёл три масштабных всесоюзных исследования: «Книга и чтение в жизни работающей молодёжи», «Книга в жизни современного села», «Чтение старшеклассников». Отдел профориентации разработал и апробировал систему экспериментальных методик, которые начали активно внедряться в практику работы библиотек различных систем и ведомств: «Работа библиотек по развитию познавательных интересов старшеклассников», «Совместная работа библиотеки и школы в связи с познавательными интересами старшеклассников», «Работа библиотек по развитию гуманитарных интересов старшеклассников». Сотрудники отдела объехали всю страну, проведя бесчисленное количество курсов повышения квалификации, семинаров, практических занятий, лекций.
В качестве инновационных идей и практик, внесённых ГРЮБ в отечественное библиотечное дело в 70-х годах, можно рассматривать:

— комплектование библиотеки некнижными материалами (прежде всего грампластинками и нотами, но также слайдами, диапозитивами, марками);

— организацию абонемента грампластинок (в 1971 году — впервые в СССР);

— систему профориентационной деятельности, разработанную отделом профессиональной ориентации и в течение многих лет использовавшуюся сотнями библиотек разного уровня;

— социологические исследования чтения и библиотечного поведения молодёжи;

— методику анализа библиотечного спроса, которая постоянно модифицировалась и используется сегодня;

— уточнение профессиональной терминологии, введение терминов «деловое чтение», «свободное чтение», «библиотечное поведение»;

— концепцию взаимодействия юношеских библиотек с системой образования.
В 70-е годы библиотеку часто посещали молодёжные делегации из различных стран Европы, Латинской Америки, США. Встречи проходили по линии клуба интернациональной дружбы при РК ВЛКСМ, коллективным членом которого была ГРЮБ. Именно тогда состоялись первые встречи сотрудников библиотеки с представителями зарубежных, ещё практически неизвестных в СССР субкультур — хиппи, панков, металлистов. В ГРЮБ часто проходили митинги-концерты в поддержку чилийского народа или в знак солидарности с Кубой.

Из фотоархива ГРЮБ
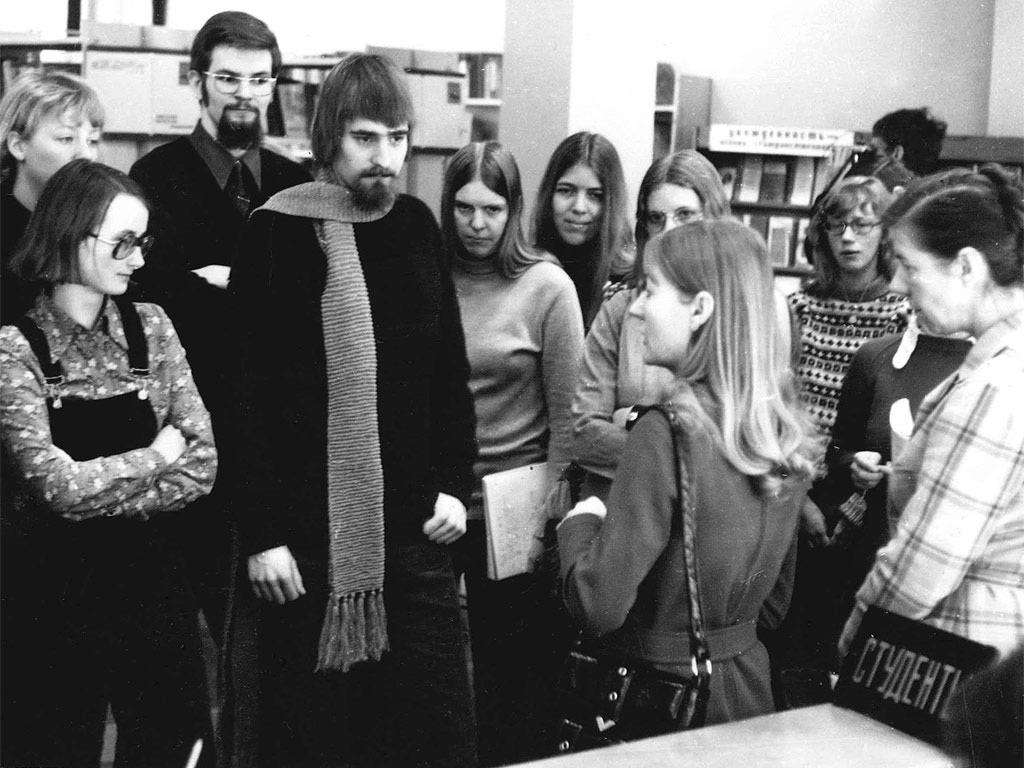
Молодёжь ФРГ в гостях у ГРЮБ
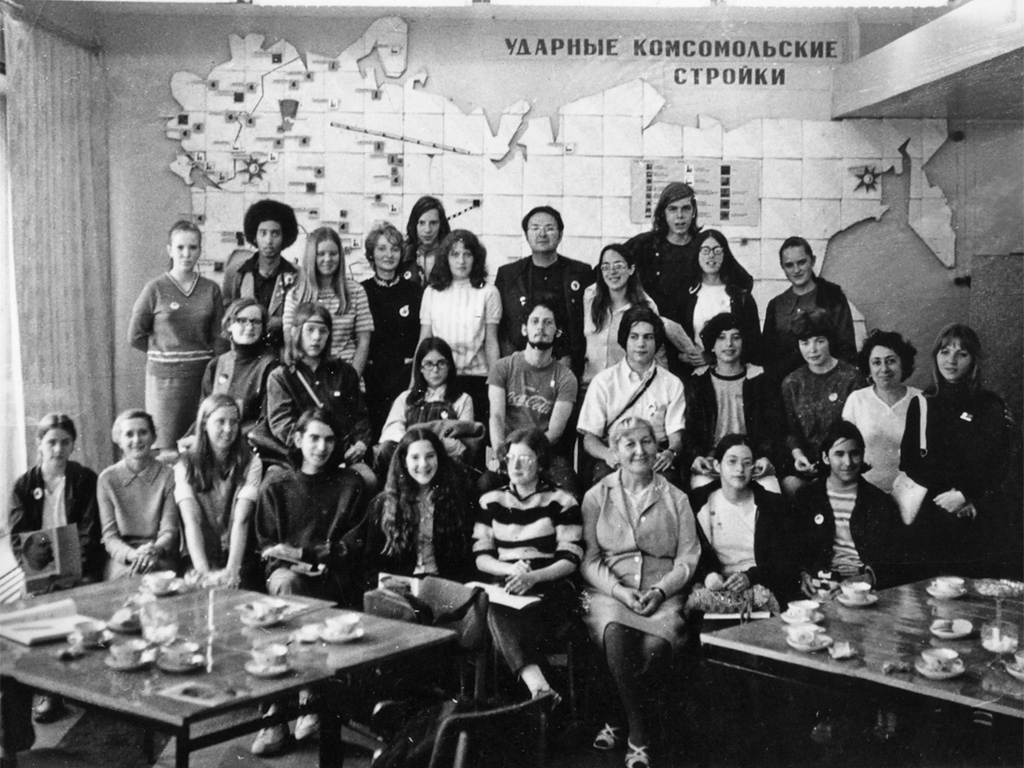
В библиотеке - делегация американской молодёжи
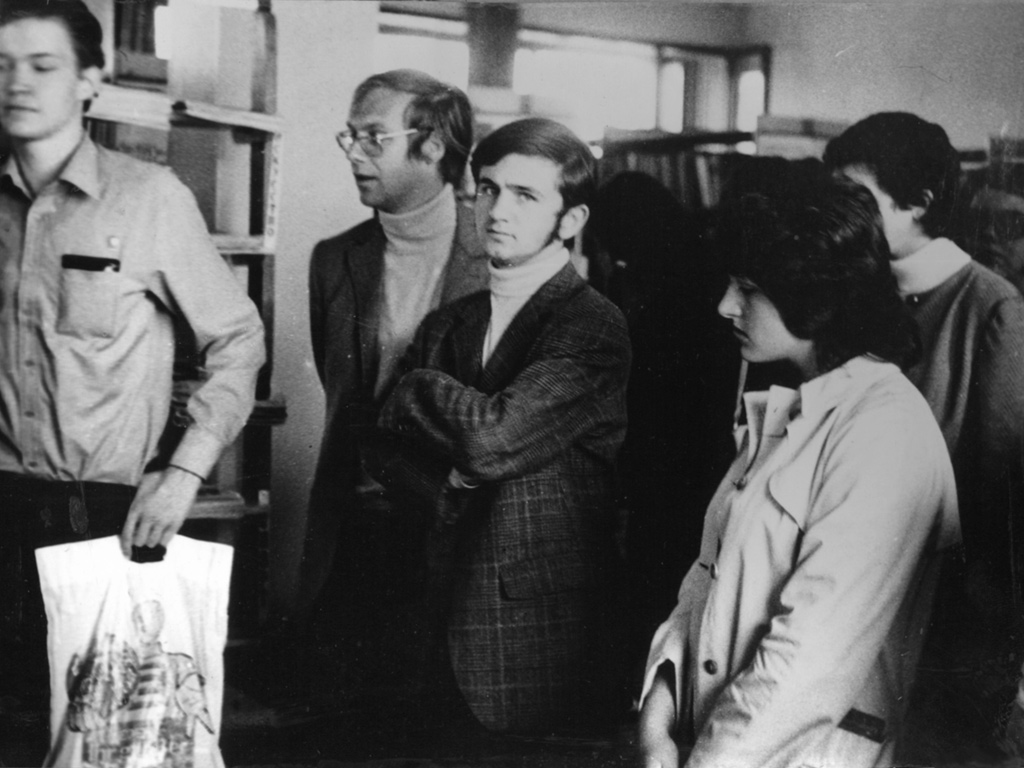
Визит молодых французских коммунистов

##### 1980-е годы

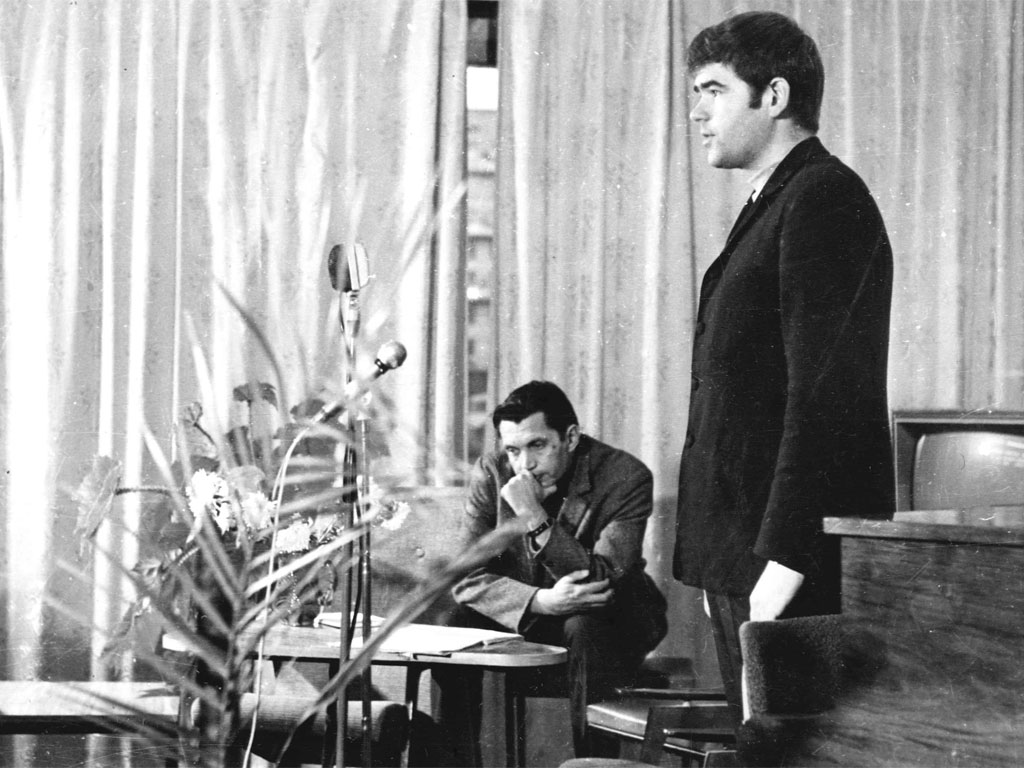
Роберт Рождественский слушает выступление молодых поэтов в ГРЮБ, 1970-е гг.

В 1980-е годы библиотека активно развивает культурно-просветительскую и досуговую деятельность среди молодёжи. Гостями и друзьями библиотеки в эти годы становятся писатели Анатолий Алексин, Альберт Лиханов, Юлиан Семёнов, Леонид Жуховицкий, Владимир Амлинский; поэты Расул Гамзатов, Андрей Дементьев, Роберт Рождественский, Александр Иванов; композиторы Ян Френкель, Марк Фрадкин, Евгений Крылатов, Евгений Мартынов, Владимир Шаинский и многие другие. В библиотеке проходили творческие вечера актёров: Веры Васильевой, Василия Ланового, Зиновия Гердта, Валентина Гафта, Владимира Конкина, Евгения Петросяна, кинорежиссёра Станислава Ростоцкого. Здесь состоялись первые концерты Иосифа Кобзона, Константина Райкина и других артистов, чьи имена впоследствии стали звёздными.
Библиотечные социологи провели всесоюзное исследование «Молодой читатель-80», результаты которого надолго определили стратегию взаимодействия юношеских библиотек со своими читателями.
В это время в библиотеке работали творческие объединения и клубы по интересам: литературное объединение «Алые паруса», дискуссионно-политический клуб «Диалог», военно-патриотический клуб «Подвиг», психологический клуб «Общение» и другие. Силами отдела массовой работы организовывались крупные мероприятия в Политехническом музее (акции, приуроченные к государственным праздникам и знаменательным датам) и в Октябрьском зале Дома Союзов (циклы вечеров «Советские писатели — юношеству»). Каждое мероприятие обязательно дополняла выездная книжная экспозиция.
С 1981 года в ГРЮБ начал свою работу первый в стране отдел экологического просвещения и образования. Его сотрудники организовывали и проводили для библиотекарей СССР совещания, семинары, конференции, курсы повышения квалификации, школы профессионального мастерства, смотры-конкурсы по экологической тематике, издавали методико-библиографические материалы (в 2002 году решением коллегии Министерства культуры РФ на базе отдела был создан Всероссийский библиотечный научно-методический центр экологической культуры — ВЦЭК).
Интенсивная работа велась также в созданном в середине 80-х годов отделе научно-технического творчества молодёжи.

#### Награды

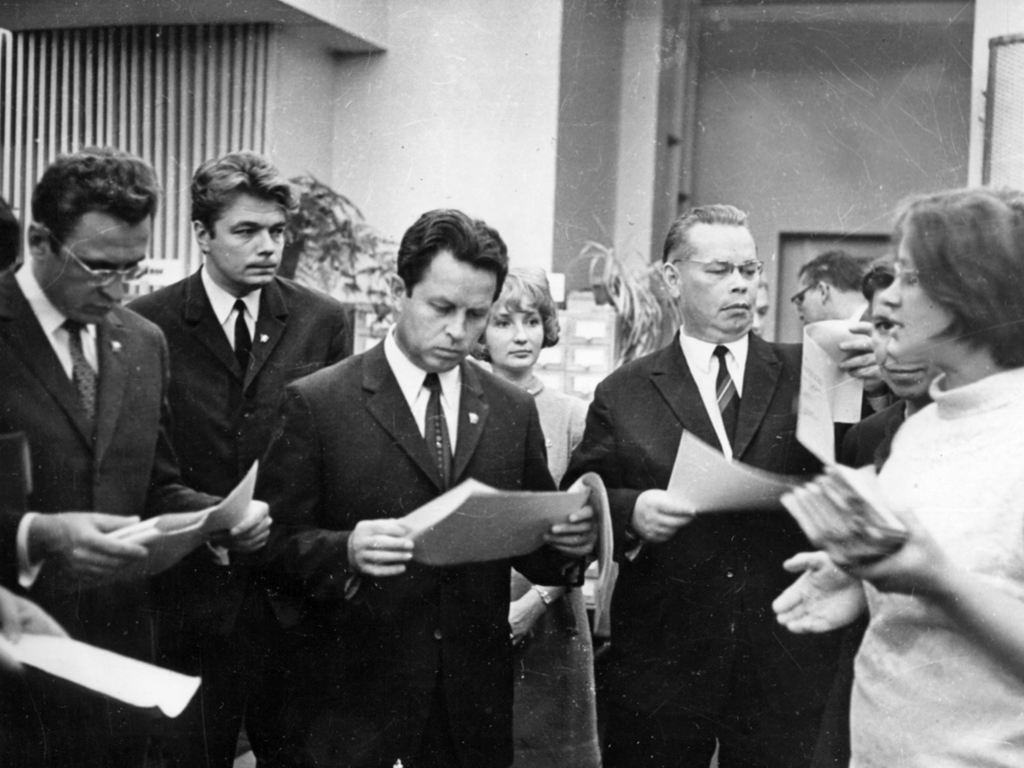
Первый секретарь ЦК ВЛКСМ Е.Тяжельников с визитом в ГРЮБ (1977 год)

В 1968 году Указом Президиума Верховного Совета РСФСР библиотека была удостоена имени 50-летия ВЛКСМ.

В 1977 году за большой вклад в воспитание молодёжи библиотека была награждена премией Ленинского комсомола; вручал премию первый секретарь ЦК ВЛКСМ Е.Тяжельников. В последующие годы ГРЮБ награждалась также многочисленными почётными грамотами и дипломами, Золотой и Серебряной медалями ВДНХ СССР.

### РГЮБ (1996—2009): Российская государственная юношеская библиотека
1996 год стал этапным для сети юношеских библиотек. За 30 лет их существования были собраны специализированные фонды, подготовлены кадры специалистов по работе с данной категорией читателей. Государственная республиканская юношеская библиотека (ГРЮБ) становится уникальным методическим центром, координатором этой сети и получает название Российская государственная юношеская библиотека (РГЮБ).
В 2001 году произошла смена руководства: отошедшую от дел И. В. Бахмутскую сменила Велена Романовна Островская.
1 декабря 2006 года директором библиотеки стала Ирина Борисовна Михнова, с 1980 по 1994 год работавшая в библиотеке заведующей редакционно-издательским отделом, а затем, после защиты кандидатской диссертации — в отделе социологии РГЮБ. На тот момент И. Б. Михнова возглавляла Централизованную библиотечную систему «Киевская» города Москвы (с 1996 по 2006 год).
В соответствии с требованиями времени и в связи с необходимостью поддержания интереса молодёжи к чтению и посещению библиотек (критически снизившегося к началу 2000-х годов) с конца 2006-го по начало 2009 года в библиотеке была осуществлена полная реструктуризация и модернизация — «от состава фондов до внешнего вида библиотеки… „осовременены“ были система обслуживания, ресурсы, технологии, кадровый состав, среда».
9 апреля 2009 года состоялась официальная церемония открытия РГЮБ уже в новом качестве, под девизом «Современная библиотека — для современной молодёжи». Среди почетных гостей библиотеки были руководители Министерства культуры России, федеральных и московских библиотек, представители Комитета по делам молодёжи Госдумы, Министерства спорта, туризма и молодёжной политики РФ, городского комитета культуры, управления культуры ВАО Москвы, а также районные власти, ветераны библиотеки, профессора и преподаватели Московского государственного университета культуры и искусств, фирмы, издательства и просто друзья библиотеки. В их числе — известный российский поэт Андрей Дементьев, с которым библиотеку связывает давняя дружба.
16 апреля 2009 года состоялось торжественное открытие Молодёжного историко-культурного центра «Особняк купца В. Д. Носова», являющегося филиалом РГЮБ (находится МИКЦ по адресу ул. Электрозаводская, дом 12, стр.1). В нём расположился нотно-музыкальный отдел библиотеки, в фонде которого свыше 70 тыс. грампластинок, 40 тыс. нотных изданий и обширное собрание книг по музыкальной тематике.

### РГБМ (с сентября 2009 года): Российская государственная библиотека для молодёжи
9 сентября 2009 года приказом Министерства культуры Российской Федерации от 27 августа за № 589 РГЮБ была переименована в Российскую государственную библиотеку для молодежи (РГБМ).

#### Структурные подразделения, обслуживающие пользователей
- Зал литературы по естественным и техническим наукам
- Зал литературы по общественным и гуманитарным наукам
- Зал литературы на иностранных языках
- Зал редкой книги
- Зал художественной литературы и искусства
- Бюро библиотековедения
- Детская комната
- Информационно-ресурсный центр по проблемам молодёжи
- Компьютерная библиотека
- Нотно-музыкальный отдел и фонотека
- Центр комиксов и визуальной культуры
- Центр психологической поддержки и социальной адаптации молодёжи
- Зал «Музыкальный подвал»
- Кабинет художника

Залы Российской государственной библиотеки для молодёжи
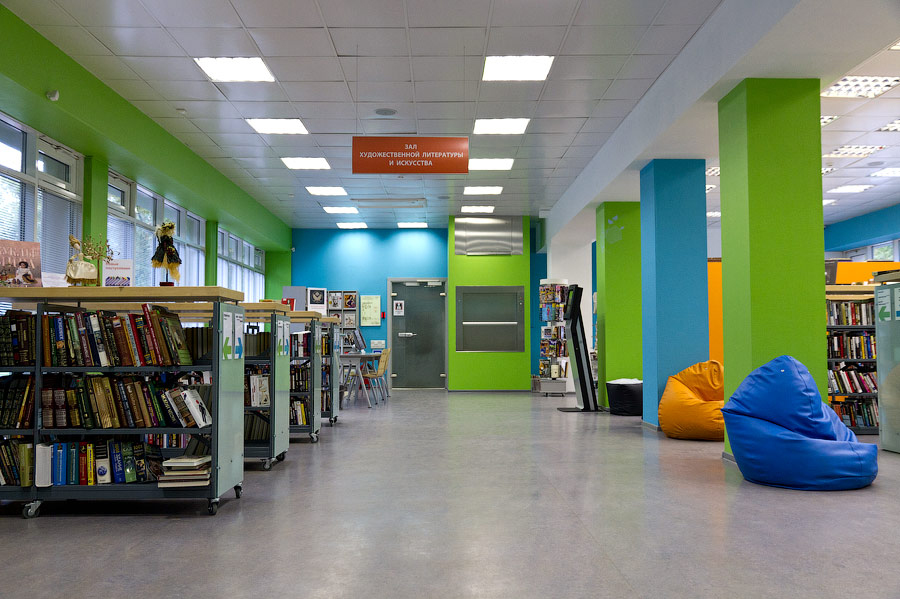
Зал художественной литературы и искусства
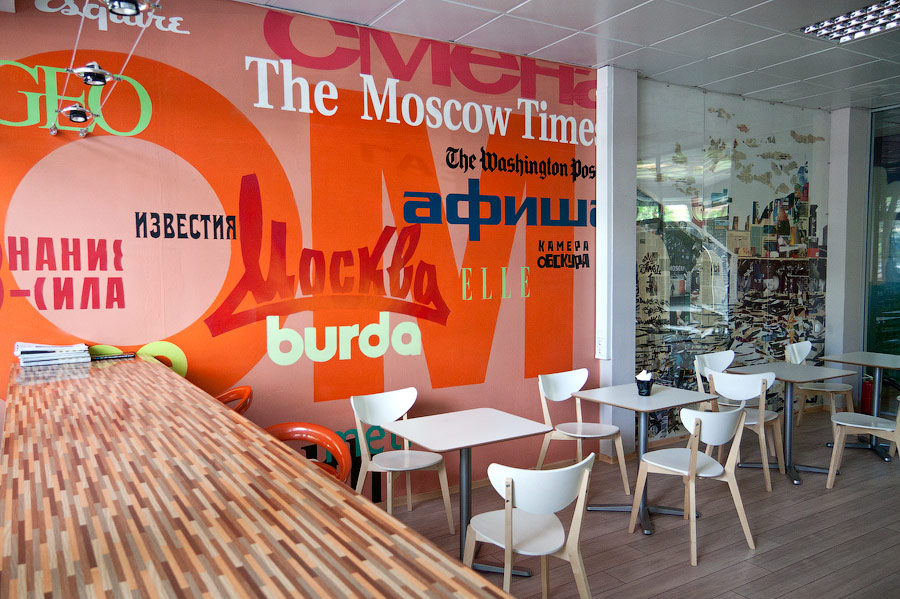
Кафе «Кофе и газеты»
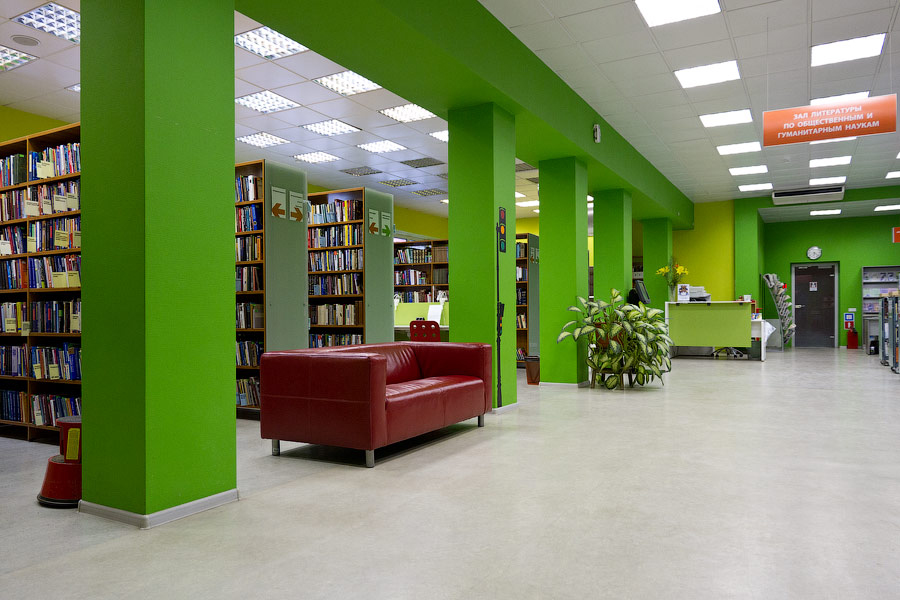
Зал литературы по общественным и гуманитарным наукам
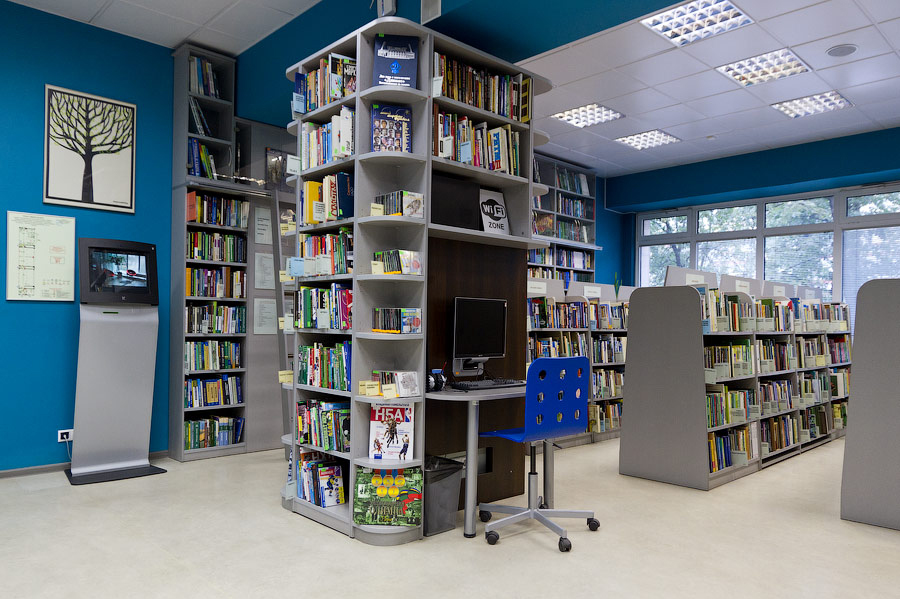
Зал литературы по естественным и техническим наукам
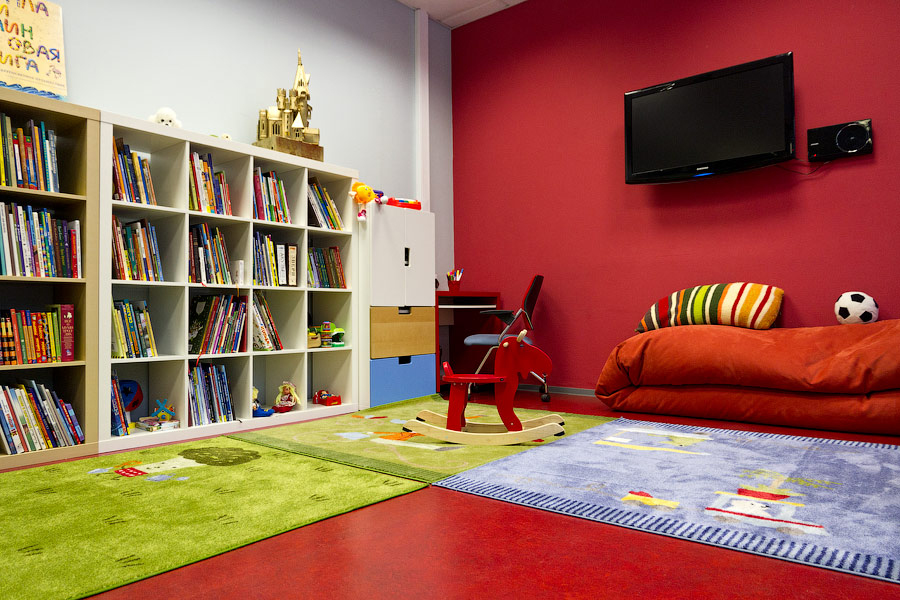
Детская комната для самых маленьких посетителей
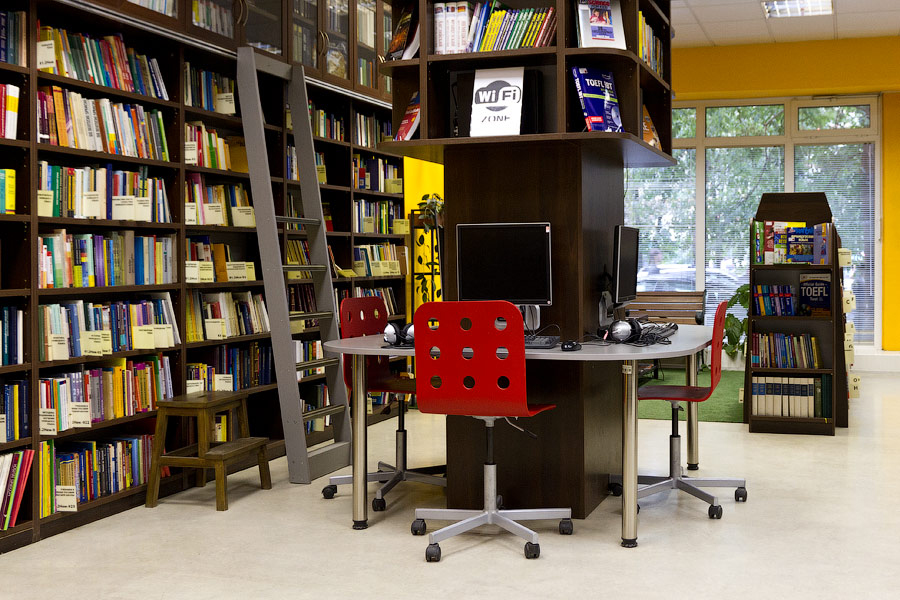
Зал литературы на иностранных языках
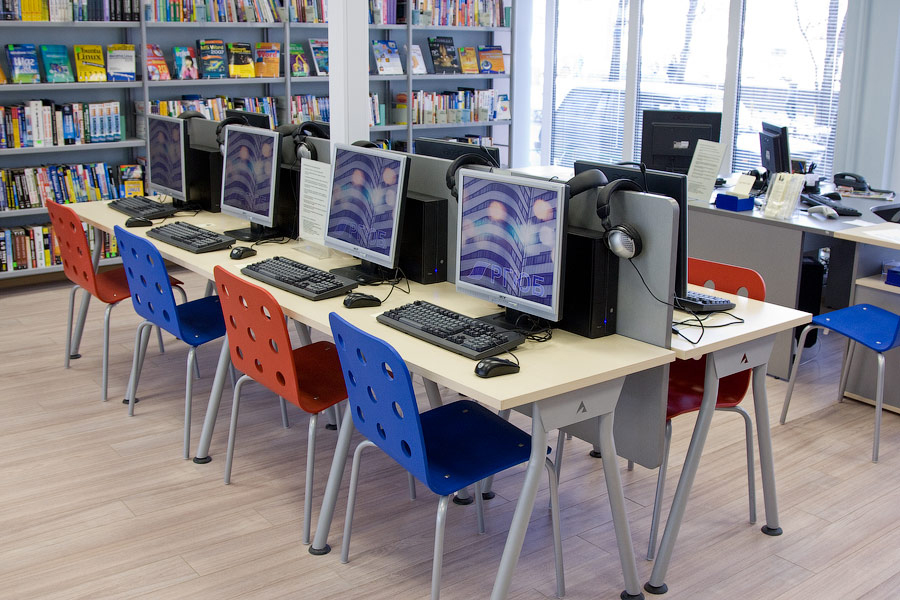
Компьютерная библиотека
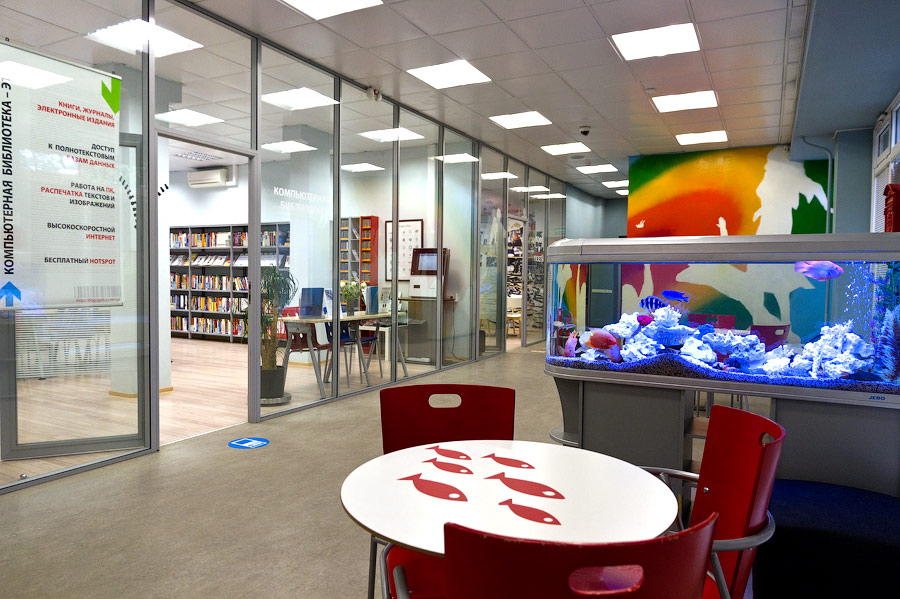
Зона отдыха
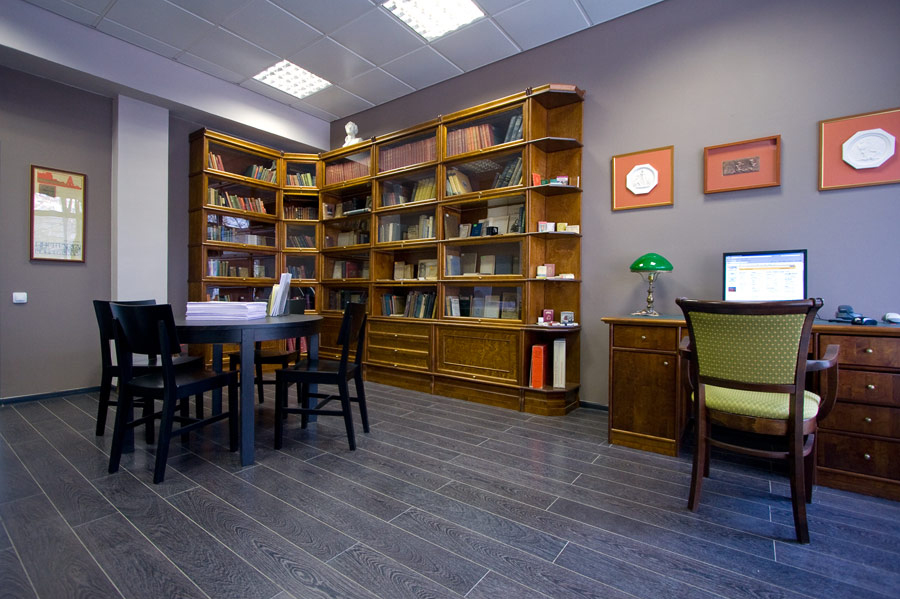
Зал редкой книги
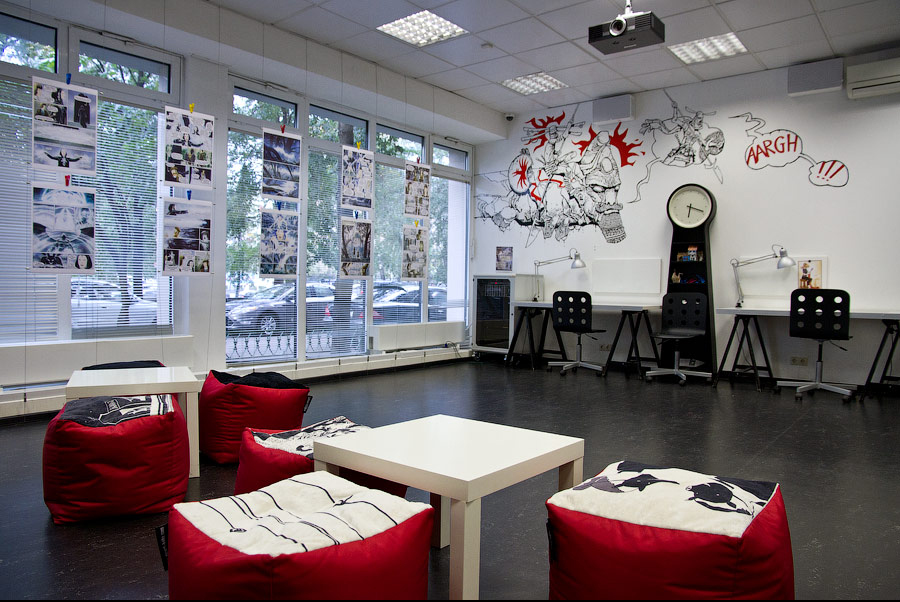
Центр комиксов и визуальной культуры

В залах, совокупный фонд которых составляет около 900 тыс. изданий, установлены терминалы с электронным каталогом, станции читательского самообслуживания (включая станцию возврата книг, размещенную у входа в библиотеку и работающую 24 часа в сутки). Пользователи могут самостоятельно оформлять, сдавать и продлевать книги, взятые на дом, причём процесс будет занимать не больше минуты. На территории библиотеки — свободная зона Wi-Fi, позволяющая посетителям работать на своих ноутбуках. Работает виртуальная справочная служба.
РГБМ располагает также необходимыми технологическими условиями и ресурсной базой, обеспечивающими свободный, беспрепятственный доступ молодых инвалидов ко всем формам библиотечного обслуживания.

#### Деятельность
Библиотека осуществляет информационную поддержку молодёжи в учебно-образовательном и самообразовательном процессе, оказывает профориентационные, психологические, образовательные услуги; организует просветительскую и культурно- досуговую работу. Является информационно-консультационным центром по работе с молодёжью для сети молодёжных, юношеских и детско-юношеских библиотек России, а также других публичных библиотек, обслуживающих молодёжь. Ресурсами и услугами библиотеки могут пользоваться граждане РФ, ближнего и дальнего зарубежья.
Российская государственная библиотека для молодёжи «как библиотека федерального уровня является и моделью, и базой апробации новых форм и методов работы с молодёжью для публичных библиотек России, призвана способствовать взаимодействию библиотек друг с другом, встраиванию их в общемировую библиотечную среду, внедрению идей специализированного библиотечного обслуживания в общественное сознание».
Членство в общественных организациях и ассоциациях:
- Российская библиотечная ассоциация (РБА);
- Международная федерация библиотечных ассоциаций и учреждений (ИФЛА), секция детских и юношеских библиотек;
- Американская библиотечная ассоциация (ALA), отделение библиотек, работающих с молодежью (YALSA);
- Ассоциация британских библиотекарей и информационных работников.

## Интересные факты
- Обширное пространство первого этажа в доме 4 корп.1 по Большой Черкизовской (где ныне располагается РГБМ) при строительстве было запланировано для использования в качестве торгового помещения, но в 1966 году было передано в пользование библиотеке.[2]
- Молодёжный историко-культурный центр РГБМ разместился в старинном деревянном особняке, принадлежавшем московскому купцу-старообрядцу Василию Дмитриевичу Носову. Особняк в стиле русский модерн был построен по проекту архитектора Льва Кекушева в 1903 году и является памятником культурного наследия федерального значения[10].
- Именно в РГБМ с сентября 2010 года начал свою работу первый в России Центр комиксов, в структуре которого работает Московский клуб любителей комиксов[11]. Официальное открытие нового Зала комиксов состоялось 16 октября 2011 года. Абонемент комиксов на начало 2016 года насчитывает более 4500 изданий.
- 15 апреля 2011 года блогер Сергей Мухамедов, известный в «Живом Журнале» как пользователь ottenki-serogo, разместил в своём блоге заметку «Без соплей по книге», написанную под впечатлением от посещения РГБМ.

Культурный шок. Иначе и не описать мое состояние после посещения этой библиотеки. Здесь нет мутных окон, пыльных полок и вредной старухи с картотекой, ворчащей на единственного за день посетителя-школьника. Вайфай и радиочастотные метки в книгах, компьютеры с доступом к базам данных и оцифрованные редкие издания, туалет для инвалидов и даже шоу-кар в фойе. И всё это принципиально бесплатно для посетителей. Вы скажете: «Конечно, с деньгами каждый сможет!». А вот и нет, ещё четыре года назад эта библиотека была похожа на сотни районных собратьев, пока ей не занялись не просто «крепкие хозяйственники», а команда людей, которые неспокойны. И даже бюджет остался прежним, не большим, чем у других, просто здесь его расходуют по назначению. — Сергей Мухамедов
Репортаж, снабжённый фотографиями залов и комментариями начальника отдела управления проектами РГБМ Антона Пурника, вызвал широкий общественный резонанс и привлёк повышенное внимание прессы и телевидения. Это послужило одним из поводов для визита в РГБМ тогдашнего президента России Дмитрия Медведева в рамках встречи с представителями российского интернет-сообщества.